# Pas del Mont Cenis
|  | Aquest article tracta sobre pas del Mont Cenis. Vegeu-ne altres significats a «Mont Cenis». |

El pas del Mont Cenis o coll del Mont Cenis (en francès col du Mont-Cenis) (en italià, colle del Moncenisio) és un port de muntanya dels Alps, situat a 2.083 msnm al cantó de Cantó de Lanslebourg-Mont-Cenis, al departament de la Savoia, regió d'Alvèrnia-Roine-Alps, a França.
Forma el límit geogràfic entre els Alps Cottis i els Alps de Graies, pertanyent al massís del Mont Cenis. Se situa al capdamunt de la vall francesa de la Mauriena i de la vall italiana Cenischia (ramal de la vall de Susa). Comunica Lens-le-Bôrg a França (al nord-oest) amb Susa a Italia (al sud-est). Va servir de frontera administrativa entre els dos estats fins que des del 1947, pel Tractat de París, se situa íntegrament a França. Així, tornant als seus límits històrics anteriors a l'annexió de Savoia per França.

## Etimologia
Sembla que el terme Moncenisio deriva de "Monte de le ceneri" (en italià: muntanya de les cendres). Segons la tradició, després d'un incendi forestal, una gran quantitat de cendra s'acumulà a terra, i d'aquí el nom. Durant la construcció de la carretera del coll, es va trobar rastres de cendres.

## Geografia
El pas del Mont Cenis, és un pas de muntanya dels Alps occidentals, de 2.083 msnm d'altura. Està situat al massís del Mont Cenis, serralada dels Alps Cottis, i forma el límit geogràfic entre aquests i els Alps de Graies. El primer cim dels Alps Cottis (al sud-est del coll) és la Punta Clairy de 3.161 msnm (també coneguda com a Signal du Petit Mont-Cenis). El primer cim dels Alps de Graies (al nord-est del coll) és la Pointe de Ronce de 3.612 msnm.
Se situa a la divisòria d'aigües entre la vall de la Mauriena i la vall Cenischia (que és una ramal de la vall de Susa). Per la primera hi discorre el riu Arc, afluent del riu Isèra, de la conca del Roine. Per la segona hi flueix el torrent Cenischia, afluent del Dora Riparia, de la conca del Po.
Comunica Lanslebourg-Mont-Cenis a França (al nord-oest) amb Susa a Itàlia (al sud-est). Hi discorre la carretera D-1006 (antiga carretera nacional RN-6) de França, que un cop passada la frontera, i ja dins del territori italià, es converteix en la carretera SS-25 del Moncenisio d'Itàlia. El coll resta tancat a l'hivern (desembre a maig) degut al fort pendent (mig:6,8% / Màx:10,7%), malgrat la seva relativa baixa altura. Durant el període de tancament hivernal, la carretera D-1006, que descendeix el coll pel vessant francès, un cop coberta de neu, esdevé una pista d'esquí anomenada "Escargot" (en francès: cargol).

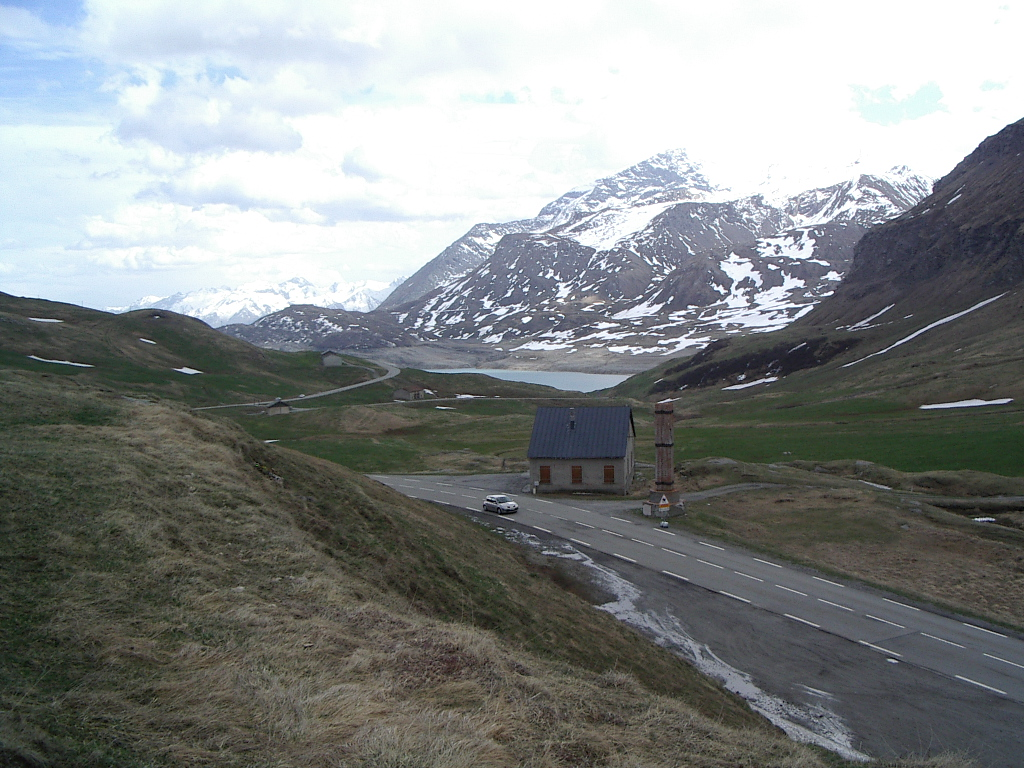
Imatge del coll

El pas del Mont Cenis, va servir de frontera administrativa entre França i Itàlia des de 1860, any de l'annexió de Savoia a França pel tractat de Torí. En acabar la Segona Guerra Mundial, i en virtut dels acords del Tractat de París, el coll se situa íntegrament a França, ja que la línia fronterera es va desplaçar cap al vessant italià. Així, tornant als seus límits històrics anteriors a l'annexió de Savoia per França. La frontera se separa de la conca principal a la Punta Marmottere (3.384 msnm) i gira sobtadament cap al sud-oest, fins al torrent Cenischia, per tornar a trobar la divisòria d'aigües de la conca a l'altra banda de la vall, prop de la Punta Tricuspide
Just per sota del coll, a 1.974 msnm, al vessant que mira a Itàlia, però encara en territori francès, hi fou construïda una presa. El dic és de 120 metres d'altura i té una capacitat de 315 hectòmetres cúbics. Serveix per a la producció d'electricitat, que es reparteix entre Itàlia i França a les centrals hidroelèctriques de Venaus (Itàlia) i de Villarodin (França). La presa forma el llac del Mont Cenis, cos d'aigua que ja existia en el passat, encara que de menor grandària. A la seva riba s'hi situava l'Hospici del Mont Cenis, destruït amb la construcció de la presa. Durant els períodes de buidatge del llac es poden veure les restes de l'anterior construcció de dues preses que han estat submergides per les aigües del gran llac sorgit amb la construcció de l'última presa. La mateixa carretera va haver de ser desplaçada, fent que el punt més alt de la mateixa passi per la cota 2.094, al proper plan des Fontainettes, a la proximitat de la piràmide que serveix de capella i del Jardí botànic del Mont Cenis.
L'anomenat túnel del Mont Cenis, situat a 1.295 msnm, queda realment a 27,4 km a l'oest del pas, per sota del Col du Fréjus. El seu nom oficial és túnel ferroviari del Fréjus, tot i que també és conegut per la denominació de túnel del Mont Cenis.
Al sud-oest del pas del Mont Cenis hi ha el coll del Petit Mont Cenis (2.184 m) que porta des de l'altiplà al cim (a Itàlia) del pas principal a la vall d'Etache sobre la vessant francesa fins a Bramans a la vall d'Arc. A prop seu hi ha el refugi del Petit Mont Cenis.

## Història

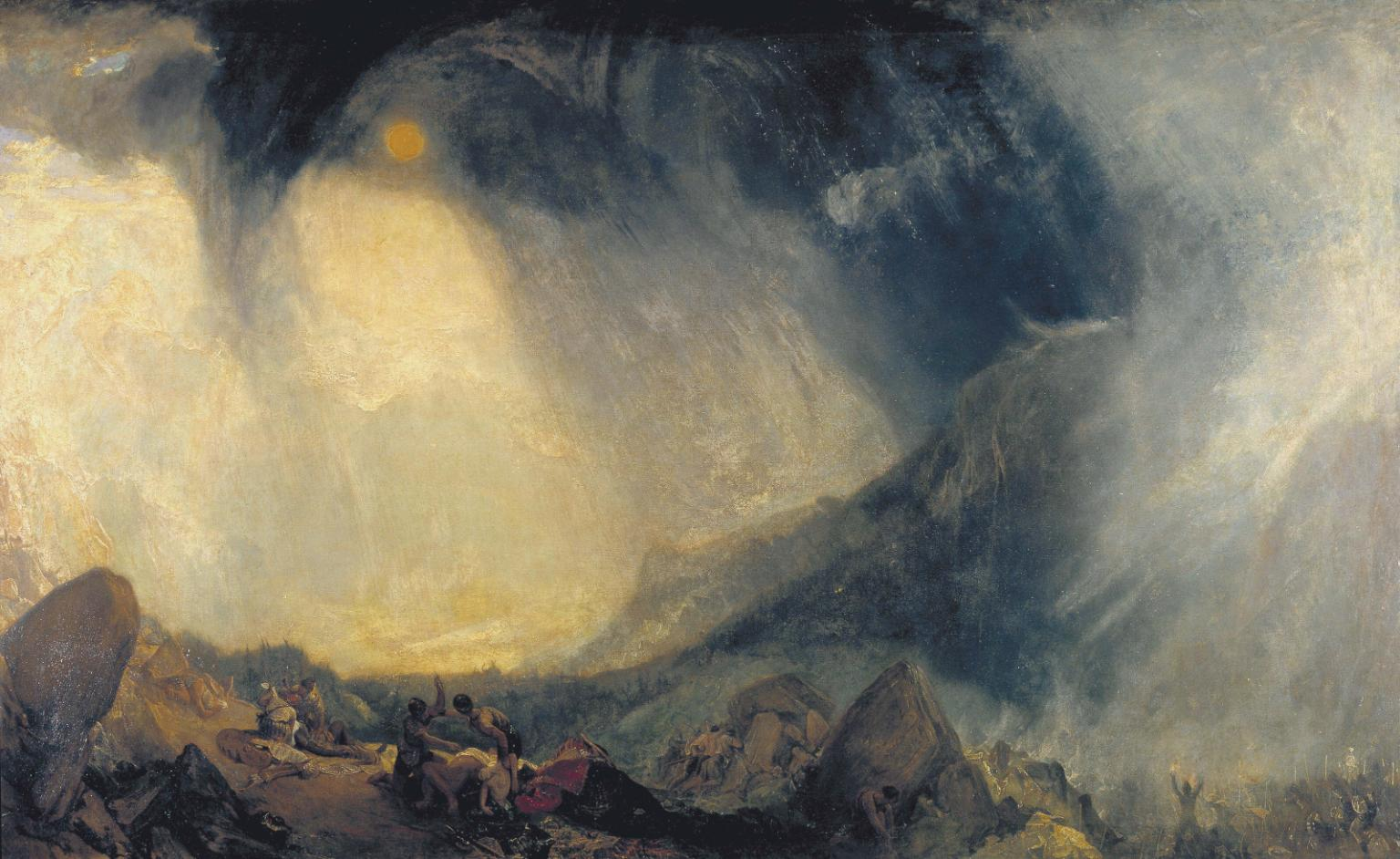
Tempesta de neu (Turner): Hanníbal i el seu exèrcit travessant els Alps

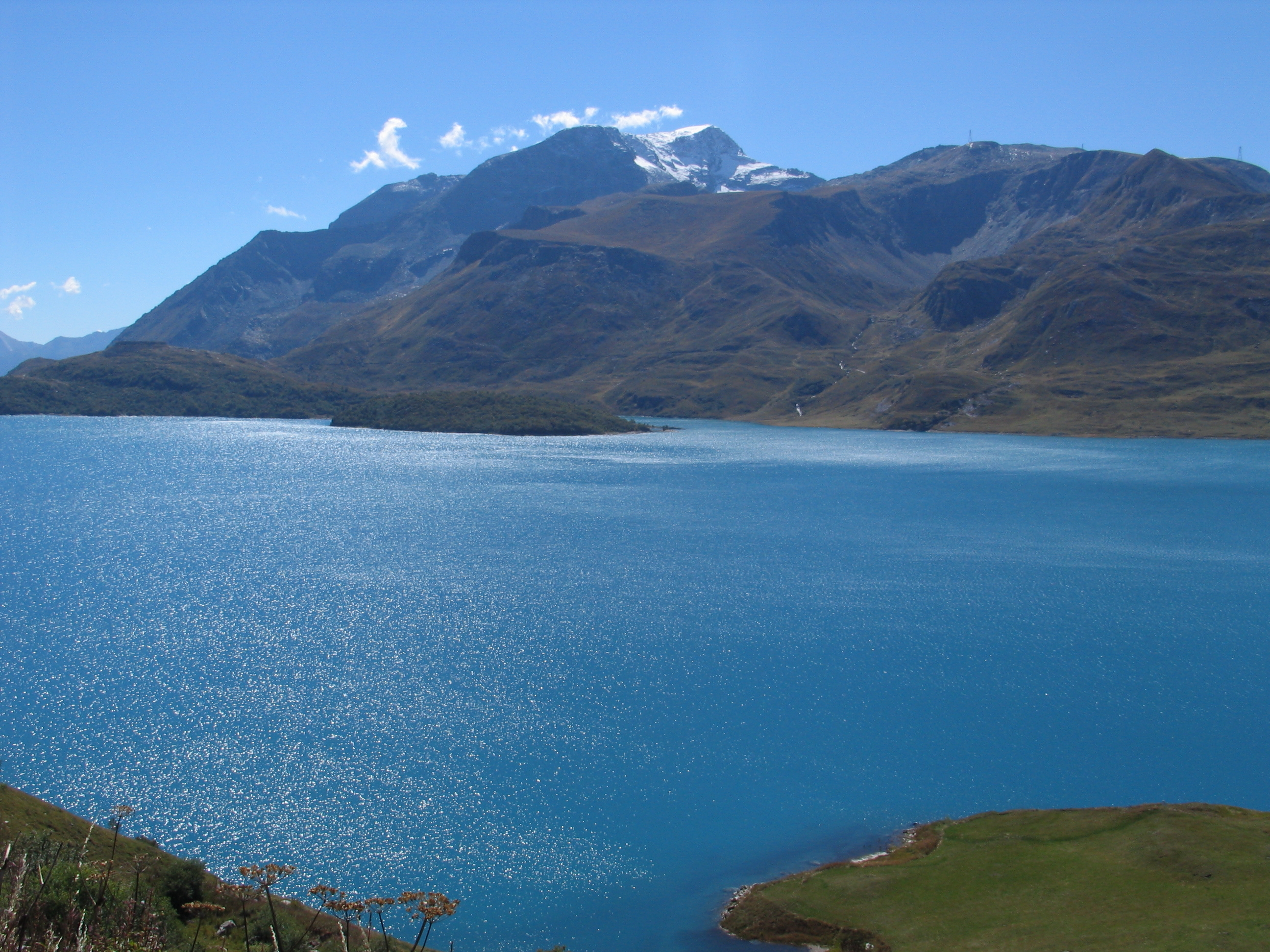
Embassament al port.

El pas del Mont Cenis té una gran importància històrica. Es creia que Hanníbal Barca va creuar els Alps de França a Itàlia pel coll del Petit Mont Cenis i el coll Clapier, que es troben a l'oest del pas del Mont Cenis. Una recent reconstrucció situa el pas d'Aníbal al coll de l'Autaret, que connecta Averole (alta Mauriena) i Malciaussia (Vall de Lanzo).
L'emperador Constantí I el Gran va passar pel pas del Mont Cenis cap a Itàlia, per lluitar contra Maxenci.
També va ser utilitzat com el pas principal pel qual Carlemany va creuar amb el seu exèrcit per envair Llombardia el 773.
Formava part del Camí espanyol, sent reformat pels enginyers de Felip II. Des de llavors va ser la principal ruta per creuar els Alps entre França i Itàlia fins al segle xix.
Fou el lloc d'una victòria militar de l'Armée des Alpes (en francès: ‘’Exèrcit dels Alps'’), liderada pel general en cap Thomas Alexandre Davy de la Pailleterie, conegut com el général Dumas (pare de l'escriptor Alexandre Dumas (pare) i avi del també escriptor Alexandre Dumas (fill)), sobre les forces del Regne de Sardenya-Piemont a l'abril de 1794, una victòria que va permetre a l'exèrcit francès d'Itàlia envair i conquerir la península italiana.
Entre 1803 i 1810, per ordre de Napoleó Bonaparte, es va construir una carretera pel port, així com es va fer l'engrandiment de l'antic Hospici del Mont Cenis que datava del segle ix. Aquest hospici fou destruït amb motiu de la construcció de l'última presa. El 12 de juny de 1812, el doctor Balthazard Claraz va salvar la vida del papa Pius VII a l'hospici del Mont Cenis, durant el seu viatge secret de Savona à Fontainebleau.
El 1868, al llarg de la carretera, es va construir el ferrocarril del Mont Cenis, tren cremallera de tipus «Fell», operat per una compañia anglesa, però que va ser desmantellat el 1871 amb l'obertura del túnel del Mont Cenis.
El túnel ferroviari del Mont Cenis, iniciat el 1857, fou conclòs i inaugurat el 1871.
Un vast complex defensiu italià fou erigit entre 1877 i 1908: el Campo trincerato del Moncenisio El fort Varisello comanda el complex. A la banda francesa també hi ha diverses fortificacions. La zona fou escenari de combats durant la Segona Guerra Mundial.

## Ciclisme
El pas del Mont Cenis ha estat franquejat en 5 ocasions pel Tour de França. Des de 1999 està classificat com ‘’hors-catégorie’’. Els següents corredors l'han passat al cap de la cursa:
- 1949: Pierre Tacca  França
- 1956: Federico Bahamontes  Espanya
- 1961: Manuel Busto  França
- 1992: Claudio Chiappucci  Itàlia
- 1999: Dmitri Kónixev  Rússia

A més, hi ha passat el Giro d'Itàlia de 2013 en dues ocasions. A la 15a etapa, el primer corredor a passar sota la pancarta indicant el Gran premi de la muntanya de primera categoria fou el colombià Miguel Ángel Rubiano, i fou travessat de nou a la 16a etapa del mateix any.